# 纳瓦迪霍斯
纳瓦迪霍斯，是西班牙卡斯蒂利亚-莱昂阿维拉省的一个市镇。 总面积20km2, 总人口56人（2001年），人口密度3人/km2。